# 下鶴隆央
下鶴 隆央（しもづる たかお、1980年〈昭和55年〉4月4日 - ）は、日本の政治家。鹿児島県鹿児島市長（2期）。

## 来歴
鹿児島県鹿児島市の谷山地区に生まれた。父親は自動車工場を営んでいた。鹿児島市立和田小学校、ラ・サール中学校・高等学校卒業。2004年（平成16年）3月、東京大学法学部卒業。同年4月、コンサルティング会社のアビームコンサルティングに就職。東京大学公共政策大学院に入学し、会社を退職。
2007年（平成19年）、鹿児島県議会議員選挙に鹿児島市・鹿児島郡選挙区（当時の定数19）から無所属で立候補したが、候補者24人中23位で落選。
2011年（平成23年）、鹿児島県議会議員選挙に無所属で立候補し初当選。2015年（平成27年）再選。2019年（平成31年）に3選。

### 2020年鹿児島市長選挙の動き
- 9月4日 - 鹿児島市長の森博幸が5選不出馬を表明[7]。
- 9月14日 - 下鶴は南日本新聞の取材に対し鹿児島市長選挙に立候補する意向を示す[8]。
- 9月14日 - 副市長の松永範芳が南日本新聞の取材に対し市長選挙に立候補する意向を示す[9]。
- 9月16日 - 鹿児島市議会自民党市議団の会議があり、市議団長の上門秀彦と副団長の仮屋秀一がそれぞれ出馬を表明[10]。
- 9月28日 - 仮屋が出馬を断念。自民党は候補者を上門に一本化した[11]。
- 9月30日 - 一本化調整のやり方に不信を抱いた市議会自民党市議団の小森孝文が上門以外の候補者を支援することを決め、会派を脱会し無所属となった[12][13]。
- 10月8日 - 下鶴は正式に出馬を表明[14]。
- 10月15日 - 松永の事務所開きが行われ、森が出席。「これまで私といっしょになってコロナ対策に対応してきた松永さんが次期市長にもっともふさわしい」と挨拶した[15]。
- 10月20日 - 元鹿児島市議の桂田美智子が日本共産党公認で立候補する意向を表明[16]。
- 11月18日 - 連合鹿児島は松永の推薦を決定[17]。
- 11月29日 - 市長選挙執行。下鶴が松永、上門、桂田の3候補を破り初当選した[18]。

※当日有権者数：495,148人 最終投票率：38.16%（前回比：＋13.16pts）
| 候補者名   | 年齢 | 所属党派   | 新旧別 | 得票数   | 得票率 | 推薦・支持                     |
| ---------- | ---- | ---------- | ------ | -------- | ------ | ------------------------------ |
| 下鶴隆央   | 40   | 無所属     | 新     | 80,553票 | 42.92% |                                |
| 松永範芳   | 63   | 無所属     | 新     | 70,014票 | 37.30% | （推薦）社会民主党・連合鹿児島 |
| 上門秀彦   | 66   | 無所属     | 新     | 29,909票 | 15.94% | （推薦）自由民主党             |
| 桂田美智子 | 67   | 日本共産党 | 新     | 7,216票  | 3.84%  |                                |

### 2024年鹿児島市長選挙
2024年11月24日執行の鹿児島市長選挙に立候補し、前回も立候補した共産党推薦の桂田美智子を破り、2回目の当選を果たした。
※当日有権者数：488,917人 最終投票率：27.21%（前回比：-10.95pts）
| 候補者名   | 年齢 | 所属党派 | 新旧別 | 得票数    | 得票率 | 推薦・支持         |
| ---------- | ---- | -------- | ------ | --------- | ------ | ------------------ |
| 下鶴隆央   | 44   | 無所属   | 現     | 109,408票 | 83.72% |                    |
| 桂田美智子 | 71   | 無所属   | 新     | 21,278票  | 16.28% | （推薦）日本共産党 |

## 市政
- 2021年（令和3年）1月29日、LGBTなど性的少数者のカップルが婚姻に相当する関係にあると認める「パートナーシップ宣誓制度」を導入すると発表した[20]。同制度は2022年（令和4年）1月4日から受付を開始した[21][22]。